# Forum Liberalne (Austria)
Forum Liberalne (niem. Liberales Forum, LiF) – austriacka partia polityczna o profilu liberalnym, działająca w latach 1993–2014. Należała do Porozumienia Liberałów i Demokratów na rzecz Europy.
LiF zostało założone 4 lutego 1993 z inicjatywy grupy działaczy należących dotąd do Wolnościowej Partii Austrii. W 1994 partia odnotowała najwyższe w historii poparcie 6,0%. W kolejnych wyborach rok później dostała 5,5% głosów. Później nie przekraczała już wyborczego progu. W 2006 jej kandydaci znaleźli się na listach Socjaldemokratycznej Partii Austrii (mandat uzyskał Alexander Zach). W 2013 jej przedstawiciele startowali z list ugrupowania NEOS – Nowa Austria. 25 stycznia 2014 doszło do oficjalnej fuzji obu ugrupowań.

## Przewodniczący
- 1993–2000: Heide Schmidt
- 2000–2000: Christian Köck
- 2000–2001: Friedhelm Frischenschlager (p.o.)
- 2001–2008: Alexander Zach
- 2008–2008: Heide Schmidt (p.o.)
- 2008–2009: Werner Becher
- 2009–2014: Angelika Mlinar[2]

## Wyniki wyborcze
Wybory do Rady Narodowej
- 1994 – 6,0% – 11 mandatów
- 1995 – 5,5% – 10 mandatów
- 1999 – 3,7%
- 2002 – 1,0%
- 2006 – nie wystawiła własnych list
- 2008 – 2,1%[1]
- 2013 – nie wystawiła własnych list

Wybory do Parlamentu Europejskiego
- 1996 – 4,3% – 1 mandat[5]
- 1999 – 2,7%[6]

W IV kadencji partię reprezentował Friedhelm Frischenschlager. W 2004 i w 2009 partia nie startowała w wyborach europejskich. W trakcie VI kadencji do LiF wstąpiła eurodeputowana Karin Resetarits (wybrana z Listy Hansa Petera Martina).